# Сырдарьинский
Сырдарьинский (тадж. Сирдарё) — посёлок городского типа в Согдийской области Таджикистана, подчинён администрации города Гулистон. Расположен недалеко от реки Сырдарьи, у подножья Исписарской возвышенности.
Статус посёлка городского типа с 1973 года.

## Население
| 1979 | 1989 | 2013 | 2014 | 2021 | 2022 |
| ---- | ---- | ---- | ---- | ---- | ---- |
| 2583 | 2357 | 2200 | 2400 | 3700 | 3800 |